# أندري شيرينكوف
أندري شيرينكوف (بالروسية: Черенков, Андрей Николаевич)‏ هو لاعب كرة قدم روسي في مركز الهجوم، ولد في 8 أكتوبر 1976. لعب مع نادي روستوف ونادي سكا خاباروفسك.